# Norwegia na Letnich Igrzyskach Olimpijskich 1924

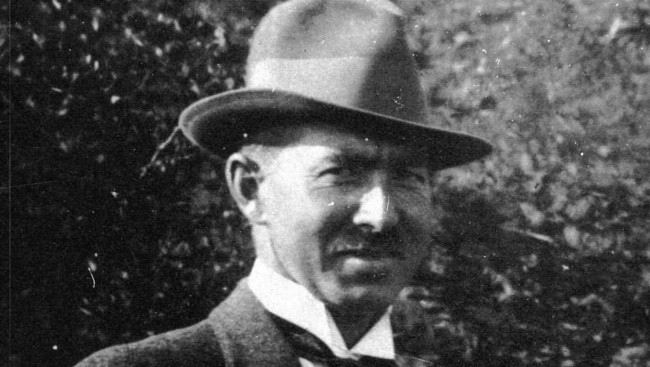
Ole Lilloe-Olsen, zdobywca trzech medali, dwóch złotych i jednego srebrnego

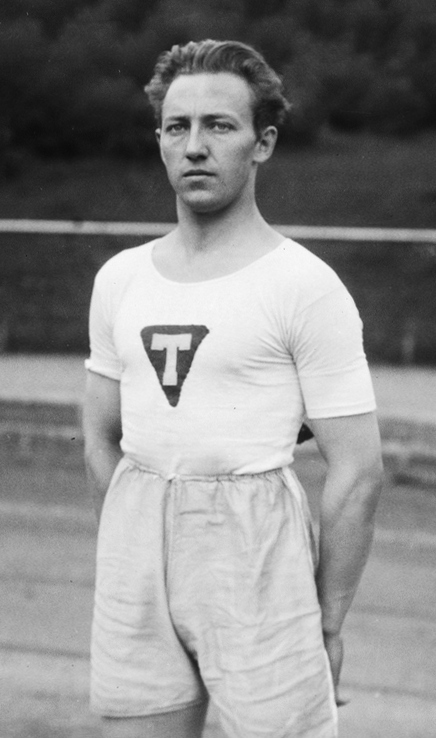
Sverre Hansen, zdobywca brązowego medalu

Norwegię na Letnich Igrzyskach Olimpijskich 1924 reprezentowało 62 zawodników: 60 mężczyzn i 2 kobiety. Był to 5. start reprezentacji Norwegii na letnich igrzyskach olimpijskich.
Najmłodszym norweskim zawodnikiem na tych igrzyskach był 17-letni bokser, Haakon Hansen, a najstarszym 52-letni strzelec, Harald Natvig.

## Zdobyte medale
| Medal    | Zawodnik                                               | Dyscyplina      | Konkurencja                                     | Data     |
| -------- | ------------------------------------------------------ | --------------- | ----------------------------------------------- | -------- |
| · Złoto  | Otto von Porat                                         | · Boks          | Waga ciężka mężczyzn                            | 20 lipca |
| · Złoto  | Christopher Dahl Eugen Lunde Anders Lundgren           | · Żeglarstwo    | Klasa 6 metrów                                  | 26 lipca |
| · Złoto  | Rick Bockelie Harald Hagen Ingar Nielsen Carl Ringvold | · Żeglarstwo    | Klasa 8 metrów                                  | 26 lipca |
| · Złoto  | Einar Liberg Ole Lilloe-Olsen Harald Natvig Otto Olsen | · Strzelectwo   | Runda pojedyncza do sylwetki jelenia, drużynowo | 2 lipca  |
| · Złoto  | Ole Lilloe-Olsen                                       | · Strzelectwo   | Runda podwójna do sylwetki jelenia              | 1 lipca  |
| · Srebro | Henrik Robert                                          | · Żeglarstwo    | Monotyp olimpijski                              | 13 lipca |
| · Srebro | Einar Liberg Ole Lilloe-Olsen Harald Natvig Otto Olsen | · Strzelectwo   | Runda podwójna do sylwetki jelenia, drużynowo   | 3 lipca  |
| · Brąz   | Sverre Hansen                                          | · Lekkoatletyka | Skok w dal                                      | 8 lipca  |
| · Brąz   | Sverre Sørsdal                                         | · Boks          | Waga półciężka mężczyzn                         | 20 lipca |
| · Brąz   | Otto Olsen                                             | · Strzelectwo   | Runda pojedyncza do sylwetki jelenia            | 10 lipca |

## Skład kadry

### Boks
| Zawodnik          | Konkurencja     | 1/16                 | 1/8                | Ćwierćfinał           | Półfinał         | Finał 3.miejsce  | Finał 3.miejsce |
| Zawodnik          | Konkurencja     | Przeciwnik Wynik     | Przeciwnik Wynik   | Przeciwnik Wynik      | Przeciwnik Wynik | Przeciwnik Wynik | Miejsce         |
| ----------------- | --------------- | -------------------- | ------------------ | --------------------- | ---------------- | ---------------- | --------------- |
| Olaf Hansen       | waga piórkowa   | N/A                  | Jackie Fields P    | NQ                    | NQ               | NQ               | NQ              |
| Haakon Hansen     | waga lekka      | Anton Eichholzer W   | Charles Petersen W | Hans Jacob Nielsen P  | NQ               | NQ               | NQ              |
| Kristoffer Nilsen | waga lekka      | Dick Beland P        | NQ                 | NQ                    | NQ               | NQ               | NQ              |
| Edgar Christensen | waga półśrednia | Giuseppe Colacicco W | Al Mello P         | NQ                    | NQ               | NQ               | NQ              |
| Alf Pedersen      | waga półśrednia | Ko Cornelissen P     | NQ                 | NQ                    | NQ               | NQ               | NQ              |
| Øivind Jensen     | waga średnia    | Louis Meeuwessen W   | Harry Henning P    | NQ                    | NQ               | NQ               | NQ              |
| Sverre Sørsdal    | waga półciężka  | Fernand Delarge W    | John Kidley W      | Tom Kirby W           | Thyge Petersen P | Carlo Saraudi W  | brąz            |
| Otto von Porat    | waga ciężka     | N/A                  | Charles Jardine W  | Riccardo Bertazzolo W | Alfredo Porzio W | Søren Petersen W | złoto           |

### Lekkoatletyka
Konkurencje biegowe
| Konkurencja           | Zawodnik                                                 | Eliminacje | Eliminacje | Ćwierćfinał | Ćwierćfinał | Półfinał | Półfinał | Finał  | Finał   |
| Konkurencja           | Zawodnik                                                 | Wynik      | Miejsce    | Wynik       | Miejsce     | Wynik    | Miejsce  | Wynik  | Miejsce |
| --------------------- | -------------------------------------------------------- | ---------- | ---------- | ----------- | ----------- | -------- | -------- | ------ | ------- |
| 400 m                 | Charles Hoff                                             | 53,0       | 2.         | 49,2        | 2.          | b.d      | 4.       | NQ     | NQ      |
| 800 m                 | Charles Hoff                                             | 2:02,1     | 3.         | N/A         | N/A         | 1:58,4   | 3.       | 1:56,7 | 8.      |
| bieg 3000 m drużynowo | Hans Gundhus Nils Andersen Haakon Jansen Johan Badendyck | N/A        | N/A        | N/A         | N/A         | 27 pkt   | 3.       | NQ     | NQ      |

Konkurencje techniczne
| Konkurencja    | Zawodnik        | Eliminacje | Eliminacje | Finał  | Finał   |
| Konkurencja    | Zawodnik        | Wynik      | Miejsce    | Wynik  | Miejsce |
| -------------- | --------------- | ---------- | ---------- | ------ | ------- |
| skok w dal     | Sverre Hansen   | 7,26       | 1.         | 7,26   | brąz    |
| skok w dal     | Erling Aastad   | 6,72       | 13.        | NQ     | NQ      |
| skok wzwyż     | Sverre Helgesen | 1,83       | 1.         | 1,83   | 8.      |
| pchnięcie kulą | Ketil Askildt   | 13,09      | 6.         | NQ     | NQ      |
| rzut dyskiem   | Ketil Askildt   | 43,405     | 5.         | 43,405 | 5.      |

| Zawodnik       | Konkurencje | Konkurencje    | Wyniki | Punkty | Miejsce |
| -------------- | ----------- | -------------- | ------ | ------ | ------- |
| Martin Mølster | pięciobój   | skok w dal     | 6,20   | 19     | 19.     |
| Martin Mølster | pięciobój   | rzut oszczepem | 47,91  | 12     | 12.     |
| Martin Mølster | pięciobój   | Bieg na 200 m  | 24,2   | 15     | 15.     |
| Martin Mølster | pięciobój   | rzut dyskiem   | 34,69  | 7      | 7.      |
| Martin Mølster | pięciobój   | Bieg na 1500 m | DNS    | DNS    | DNS     |
| Martin Mølster | pięciobój   | Finał          |        | 39     | 11.     |

### Pięciobój nowoczesny
| Zawodnik      | Konkurencja   | Strzelanie | Strzelanie | Strzelanie | Pływanie | Pływanie | Pływanie | Szermierka | Szermierka | Jazda konna | Jazda konna | Jazda konna | Bieg przełajowy | Bieg przełajowy | Bieg przełajowy | Suma punktów | Pozycja |
| Zawodnik      | Konkurencja   | Wynik      | M.         | Punkty     | Czas     | M.       | Punkty   | M.         | Punkty     | Kary        | M.          | Punkty      | Czas            | M.              | Punkty          | Suma punktów | Pozycja |
| ------------- | ------------- | ---------- | ---------- | ---------- | -------- | -------- | -------- | ---------- | ---------- | ----------- | ----------- | ----------- | --------------- | --------------- | --------------- | ------------ | ------- |
| Olliver Smith | indywidualnie | 164        | 18.        | 18         | 5:58,8   | 8.       | 8        | 34.        | 34,5       | 102         | 21.         | 21          | 13:13,0         | 6.              | 6               | 87,5         | 16.     |
| Leif Knudtzon | indywidualnie | 167        | 15.        | 15         | 6:21,2   | 17.      | 17       | 30.        | 30,5       | 113         | 15.         | 15          | 14:30,0         | 22.             | 22              | 99,5         | 21.     |

### Pływanie
Mężczyźni
| Konkurencja       | Zawodnik     | Eliminacje | Eliminacje | Półfinał | Półfinał | Finał | Finał   |
| Konkurencja       | Zawodnik     | Czas       | Miejsce    | Czas     | Miejsce  | Czas  | Miejsce |
| ----------------- | ------------ | ---------- | ---------- | -------- | -------- | ----- | ------- |
| 100 m grzbietowym | Sven Thaulow | 1:24,0     | 1.         | 1:24,2   | 5.       | NQ    | NQ      |

### Strzelectwo
| Konkurencja                                   | Zawodnik                                                                          | Finał | Finał   |
| Konkurencja                                   | Zawodnik                                                                          | Wynik | Pozycja |
| --------------------------------------------- | --------------------------------------------------------------------------------- | ----- | ------- |
| pistolet szybkostrzelny 25 m                  | Einar Liberg                                                                      | 18    | 8.      |
| karabin małokalibrowy leżąc 50 m              | Willy Røgeberg                                                                    | 388   | 18.     |
| karabin małokalibrowy leżąc 50 m              | Olaf Sletten                                                                      | 385   | 26.     |
| karabin małokalibrowy leżąc 50 m              | August Onsrud                                                                     | 385   | 26.     |
| karabin małokalibrowy leżąc 50 m              | Olaf Johannessen                                                                  | 375   | 45.     |
| karabin dowolny 600 m leżąc                   | August Onsrud                                                                     | 79    | 35.     |
| karabin dowolny 600 m leżąc                   | Olaf Johannessen                                                                  | 78    | 41.     |
| karabin dowolny 600 m leżąc                   | Otto Olsen                                                                        | 73    | 51.     |
| karabin dowolny 600 m leżąc                   | Halvard Angaard                                                                   | 83    | 19.     |
| karabin dowolny leżąc 600 m drużynowo         | Ludvig Larsen Olaf Johannessen Willy Røgeberg Halyard Angaard Otto Olsen          | 594   | 8.      |
| runda pojedyncza – sylwetka jelenia           | Otto Olsen                                                                        | 39    | brąz    |
| runda pojedyncza – sylwetka jelenia           | Einar Liberg                                                                      | 36    | 7.      |
| runda pojedyncza – sylwetka jelenia           | Harald Natvig                                                                     | 36    | 7.      |
| runda pojedyncza – sylwetka jelenia           | Ole Lilloe-Olsen                                                                  | 33    | 15.     |
| runda podwójna – sylwetka jelenia             | Ole Lilloe-Olsen                                                                  | 76    | złoto   |
| runda podwójna – sylwetka jelenia             | Einar Liberg                                                                      | 70    | 5.      |
| runda podwójna – sylwetka jelenia             | Harald Natvig                                                                     | 62    | 9.      |
| runda podwójna – sylwetka jelenia             | Oluf Wesmann-Kjær                                                                 | 59    | 13.     |
| runda pojedyncza – sylwetka jelenia drużynowo | Ole Lilloe-Olsen Einar Liberg Harald Natvig Otto Olsen                            | 160   | złoto   |
| runda podwójna – sylwetka jelenia drużynowo   | Ole Lilloe-Olsen Otto Olsen Harald Natvig Einar Liberg                            | 262   | srebro  |
| trap indywidualnie                            | Ole Lilloe-Olsen                                                                  | 94    | 11.     |
| trap indywidualnie                            | Oluf Wesmann-Kjær                                                                 | 92    | 16.     |
| trap indywidualnie                            | Elvind Holmsen                                                                    | 90    | 19.     |
| trap indywidualnie                            | Martin Steenersen                                                                 | 90    | 19.     |
| trap drużynowo                                | Ole Lilloe-Olsen Oluf Wesmann-Kjær Elvind Holmsen Martin Steenersen Harald Natvig | 336   | 7.      |

### Szermierka
| szpada indywidualnie | Johan Falkenberg                                            | George Calnan Gustaf Lindblom Konstandinos Nikolopulos Joseph Misrahi Frederico Paredes Pieter von Boven Viggo Stilling-Andersen Ernest Gevers Carlos Miguel |       | N/A                                                                                 | N/A | NQ | NQ      | NQ | NQ | NQ | NQ | NQ |    |    |
| szpada indywidualnie | Frithjof Lorentzen                                          | Nils Hellsten Renzo Compagna Wouter Brouwer Mário de Noronha Trifon Triandafilakos Héctor Belo Félix de Pomés Léon Tom Ahmed Hassanein                       |       | N/A                                                                                 | N/A | NQ | NQ      | NQ | NQ | NQ | NQ | NQ |    |    |
| szpada indywidualnie | Sigurd Akre                                                 | Gaston Cornereau Rui Mayer Willem van Blijenburgh Wenceslao Paunero Peter Ryefelt Arthur Lyon Robert Montgomerie Jan Tille                                   |       | N/A                                                                                 | N/A | Ernest Gevers Eugene Empeyta Nils Hellsten Virgilio Mantegazza Charles Biscoe Joseph Misrahi Georges Buchard Pieter von Boven Wenceslao Paunero    |         | NQ | NQ | NQ | NQ | NQ |    |    |
| szpada indywidualnie | Raoul Heide                                                 | Domingo García Ramón Fonst Georges Buchard Henri Jacquet Bror Lagercrantz Jan de Beaufort Jens Berthelsen Francisco Bollini António de Castro                |       | N/A                                                                                 | N/A | George Calnan Domingo Garcia Roger Ducret Luis Lucchetti Ivan Osiier Charles Delporte Gustaf Lindblom Krikor Agathon Frederico Paredes Martin Holt |         | Renzo Compagna Gaston Cornereau Charles Delporte Léon Tom Nils Hellsten Mário de Noronha Roger Ducret Luis Lucchetti Henri Jacquet Ivan Osiier Frédéric Fitting |    | NQ | NQ | NQ |    |    |
| szpada drużynowo     | Sigurd Akre Johan Falkenberg Raoul Heide Frithjof Lorentzen | Hiszpania · Włochy | R P   | N/A                                                                                 | N/A | NQ | NQ      | NQ | NQ | NQ | NQ | NQ |    |    |
| floret indywidualnie | Sigurd Akre                                                 | Jacques Coutrot Burke Boyce Frederick Sherriff Gilberto Tellechea                                                                                            | P W P | NQ                                                                                  | NQ  | NQ | NQ      | NQ | NQ | NQ | NQ | NQ |    |    |
| floret indywidualnie | Frithjof Lorentzen                                          | Manuel Queiróz Juan Delgado Josef Javůrek | P W   | Maurice Van Damme Gil de Andrade Nicolaas Nederpeld Pedro Mendy Harold Bloomer      | P W | Philippe Cattiau Roberto Larraz Balthasar De Beukelaer Domingo Mendy Jens Berthelsen                                                               | P W     | Philippe Cattiau Edgar Seligman Jacques Coutrot George Calnan Balthasar De Beukelaer                                                                            | P  | NQ | NQ | NQ |    |    |
| floret indywidualnie | Johan Falkenberg                                            | Maurice Van Damme Alois Gottfried Carlos Guerrico | P W   | Roberto Larraz Jacques Coutrot Balthasar De Beukelaer Paul Kunze Frederick Sherriff | P W | NQ | NQ      | NQ | NQ | NQ | NQ | NQ |    |    |
| szabla indywidualnie | Sigurd Akre                                                 | N/A | N/A   | N/A                                                                                 | N/A | Adrianus de Jong Konstandinos Kodzias János Garay Pedro Mendy Fuat Balkan                                                                          | W P W P | NQ | NQ | NQ | NQ | NQ | NQ | NQ |

### Tenis ziemny
| Konkurencja | Zawodnik                      | 1 runda                                                           | 2 runda                                        | 3 runda                          | 3 runda          | Ćwierćfinały                      | Półfinały        | Finał            | Miejsce |
| Konkurencja | Zawodnik                      | Przeciwnik Wynik                                                  | Przeciwnik Wynik                               | Przeciwnik Wynik                 | Przeciwnik Wynik | Przeciwnik Wynik                  | Przeciwnik Wynik | Przeciwnik Wynik | Miejsce |
| ----------- | ----------------------------- | ----------------------------------------------------------------- | ---------------------------------------------- | -------------------------------- | ---------------- | --------------------------------- | ---------------- | ---------------- | ------- |
| Singiel (m) | Jack Nielsen                  | N/A                                                               | Erik Tegner W 3:1 (5:7,6:4,6:4,9:7)            | Jean Borotra P 0:3 (0:6,1:6,2:6) | NQ               | NQ                                | NQ               | NQ               | 17.     |
| Singiel (m) | Conrad Langaard               | Athar Ali Fyzee P 0:3 (2:6,2:6,3:6)                               | NQ                                             | NQ                               | NQ               | NQ                                | NQ               | NQ               | 61.     |
| debel (m)   | Conrad Langaard Jack Nielsen  | N/A                                                               | Sayed Hadi Donald Rutnam P 0:3 (2:6,3:6,0;6)   | NQ                               | N/A              | NQ                                | NQ               | NQ               | 16.     |
| singiel (k) | Caro Dahl                     | N/A                                                               | Julie Vlasto P 0:2 (1:6,0:6)                   | NQ                               | N/A              | NQ                                | NQ               | NQ               | 17.     |
| singiel (k) | Molla Mallory                 | N/A                                                               | Jeanne Vaussard W 2:0 (6:2,6:3)                | Cornelia Bouman W 2:0 (9:7,6:0)  | N/A              | Helen Wills Moody P 0:2 (2:6,3:6) | NQ               | NQ               | 5.      |
| mikst       | Molla Mallory Jack Nielsen    | Marthe Dupont Jean Washer W 2:1 (1:6,6:3,6:3)                     | Marion Jessup Vincent Richards P 0:2 (3:6,2:6) | N/A                              | N/A              | NQ                                | NQ               | NQ               | 9.      |
| mikst       | Caroline Dahl Conrad Langaard | Lena Valaoritou-Skaramaga Avgoustos Zerlentis W 2:1 (4:6,6:2,6:2) | NQ                                             | N/A                              | N/A              | NQ                                | NQ               | NQ               | 15.     |

### Zapasy
| Zawodnik                     | Konkurencja      | Runda pierwsza        | Runda druga       | Runda trzecia       | Runda czwarta      | Runda piąta      | Runda szósta     | Runda siódma     | Runda finałowa   | Pozycja |
| Zawodnik                     | Konkurencja      | Przeciwnik Wynik      | Przeciwnik Wynik  | Przeciwnik Wynik    | Przeciwnik Wynik   | Przeciwnik Wynik | Przeciwnik Wynik | Przeciwnik Wynik | Przeciwnik Wynik | Pozycja |
| ---------------------------- | ---------------- | --------------------- | ----------------- | ------------------- | ------------------ | ---------------- | ---------------- | ---------------- | ---------------- | ------- |
| styl klasyczny waga kogucia  | Sven Martinsen   | Georgios Zervinis W   | Herman Andersen W | Henri Dierickx p    | Väinö Ikonen p     | NQ               | NQ               | N/A              | N/A              | 9.      |
| styl klasyczny waga kogucia  | Ragnvald Olsen   | Carlo Ponte W         | Antonín Skopový p | Théo Kueny W        | Henri Dierickx W   | Väinö Ikonen p   | NQ               | N/A              | N/A              | 5.      |
| styl klasyczny waga piórkowa | Arthur Nord      | Ödön Radvány W        | František Řezáč W | Voldemar Väli W     | Katsutoshi Naitō W | Marcel Capron W  | Erik Malmberg p  | Kalle Anttila p  | N/A              | 4.      |
| styl klasyczny waga piórkowa | Martin Egeberg   | wolny los             | Ödön Radvány p    | František Řezáč W   | Fritiof Svensson p | NQ               | NQ               | N/A              | N/A              | 8.      |
| styl klasyczny waga lekka    | Arne Gaupset     | Oskari Friman p       | Johann Bergmann W | Josef Beránek W     | Ludwig Sesta W     | Albert Kusnets p | NQ               | N/A              | N/A              | 5.      |
| styl klasyczny waga lekka    | Erling Michelsen | Charles Frisenfeldt p | Francisco Solé p  | NQ                  | NQ                 | NQ               | NQ               | N/A              | N/A              | 20.     |
| styl klasyczny waga średnia  | Paul Jahren      | Amadeo Gorgano W      | Sándor Kónyi p    | Giuseppe Gorletti p | NQ                 | NQ               | NQ               | NQ               | N/A              | 15.     |

### Żeglarstwo
| Zawodnik                                                             | Konkurencja        | Eliminacje       | Eliminacje        | Eliminacje         | Półfinały        | Półfinały         | Punkty | Finałowa pozycja |
| Zawodnik                                                             | Konkurencja        | Wyścig I miejsce | Wyścig II miejsce | Wyścig III miejsce | Wyścig I miejsce | Wyścig II miejsce | Punkty | Finałowa pozycja |
| -------------------------------------------------------------------- | ------------------ | ---------------- | ----------------- | ------------------ | ---------------- | ----------------- | ------ | ---------------- |
| Henrik Robert                                                        | monotyp olimpijski | 1.               | 4.                | N/A                | 2.               | 5.                | 7      | srebro           |
| Anders Lundgren Christopher Dahl Eugen Lunde                         | klasa 6 metrów     | 3.               | 1.                | 1.                 | 1.               | 1.                | 2      | złoto            |
| Carl Ringvold Rick Bockelie Harald Hagen Ingar Nielsen Carl Ringvold | klasa 8 metrów     | 2.               | 4.                | 1.                 | 1.               | 1.                | 2      | złoto            |